# Dioctylether
Dioctylether ist eine chemische Verbindung aus der Gruppe der Dialkylether.

## Gewinnung und Darstellung
Dioctylether kann aus Furfural und Aceton über Tetrahydrofurfurylaceton oder durch Reaktion von Octylalkohol mit 1-Bromoctan gewonnen werden.

## Eigenschaften
Dioctylether ist eine brennbare, schwer entzündbare, farblose Flüssigkeit, die praktisch unlöslich in Wasser ist. Sein Flammpunkt liegt bei 109 °C und die Zündtemperatur bei 205 °C.

## Verwendung
Dioctylether wird als Emolliens und Lösungsmittel in der Kosmetikindustrie (zum Beispiel für Shampoos und Sonnencreme) verwendet. Es wird anstelle natürlicher Fette eingesetzt, zieht gut in die Haut ein, wirkt nicht klebrig und wird nicht ranzig. Es wird auch bei der Produktion von Nanopartikeln eingesetzt.